# Bergfilm
De term bergfilm is voor het eerst gebruikt in de Duitse filmgeschiedenis. Tegenwoordig is de bergfilm een filmgenre waaronder speelfilms, documentaires, shortfilms, cultuurfilms, natuurfilms met het thema bergen vallen.

## Historie
De bergfilm is een van de oudste filmgenres binnen de cinematografie. 
De oudste bergfilm dateert van 1903  en is een verslag van de beklimming van de Mont Blanc door Frank Ormiston Smith. De Duitse regisseur en geoloog Arnold Fanck (1889-1974) wordt algemeen erkend als de bedenker van de bergfilm. In tegenstelling tot wat gebruikelijk was in de jaren twintig, filmde Fanck vrijwel volledig op locatie in de Alpen en zoveel mogelijk zonder trucages. Hij maakte gebruik van de nieuwste filmtechnieken om ‘leven en beweging te geven aan de anders inerte natuur’. De verbluffend dynamisch en modern ogende shots, zoals close-ups van skiërs in Der heilige Berg (1926), worden nog steeds gebruikt. Alleen wordt er nu ook gebruikgemaakt van computertechnieken, minuscule (helm)camera’s en 'drones'.
De bergfilm kent een eigen beeldtaal. Angstaanjagende panorama’s van bergkammen, gletsjers en rotswanden worden afgewisseld met benauwende shots van naar grip tastende handen, wegglijdende voeten en losschietende rotshaken. Maar de woeste bergwereld wordt ook aangevoerd vanwege haar symbolische en mythische betekenis. In die verticale wildernis wordt de mens geconfronteerd met zijn angsten en kwetsbaarheid. Iedere bergfilm, of deze nu spannend of filosofisch wil zijn, reduceert op een gegeven moment zijn personages tot een obscuur stipje in de natuur.

## Bergfilmfestivals
Internationaal zijn er vele filmfestivals die zich bezighouden met bergfilms. In Nederland wordt het Dutch Mountain Film Festival gehouden. Vele van deze festivals zijn vertegenwoordigd in de International Alliance for Mountain Film. Enkele bekende festivals zijn Banff Mountain Film Festival,  Mountain Film Festival in Trento of het bergfilmfestival in Tegernsee.
De International Alliance for Mountain Film reikt elk jaar een prijs uit voor de beste Bergfilm, de film competitie is een combinatie van alle bergfilmfestival awards.

## Lijst van bergfilms
- Die Geierwally (1921), opnieuw uitgebracht 1940, 1956, 1988 en 2005
- Der heilige Berg (1926)
- Die weiße Hölle vom Piz Palü (1929)
- Stürme über dem Mont Blanc (1930)
- Der Weiße Rausch - Neue Wunder des Schneeschuhs (1931)
- Das Blaue Licht (1932)
- S.O.S. Eisberg (1933)
- Der Berg ruft (1938)
- The White Tower (1950)
- The Mountain (1956)
- Third Man on the Mountain/Banner in the Sky (1959)
- The Eiger Sanction (1975)
- El Capitan (1978)
- Five Days One Summer (1982)
- K2 (1991)
- Cliffhanger (1993)
- Seven Years in Tibet (1997)
- Into Thin Air: Death on Everest (1997)
- Vertical Limit (2000)
- Touching the Void (2003)
- Everest (2007)
- Mount Saint Elias (2009)
- Nanga Parbat (2010)
- North Face (2010)
- 127 Hours (2010)
- Everest (2015)
- Wings over Everest (2019)